# عين الثور (طابع)
كانت مجموعة طوابع بريد عين الثور (بالبرتغالية: Olho-de-boi) أول طوابع بريد أصدرتها البرازيل، في 1 أغسطس 1843، وكانت قيمتها الاسمية 30 و60 و90 ريالاً. وكانت البرازيل ثاني دولة في العالم، بعد المملكة المتحدة، تصدر طوابع بريد صالحة داخل البلد بأكملهِ (بدلاً من الإصدار المحلي).. ومثل طوابع المملكة المتحدة الأولى، لم يتضمن التصميم اسم البلد.
استُمد الاسم غير المعتاد من الأشكال القيمية المزخرفة داخل الإعدادات البيضاوية، وترتيب الطوابع في الورقة، مما سمح بوجود أزواج من الطوابع المتجاورة التي تشبه زوجًا من عيون الثيران. واستمرت التسمية غير المعتادة للطوابع البرازيلية مع الإصدار اللاحق للتصميمات الأصغر حجماً ولكن بشكل مستطيل، والتي أطلق عليها اسم عيون الثعبان، ومن ثم إصدار تصميمات مشابهة لعيون الثور ولكن أصغر حجماً، حيث أطلق على الأزرق منها عيون الماعز، والأسود عيون القطط.
طُبع 1,148,994 1,148,994 طابعاً من فئة 30 ريالاً و1,502,142 طابعاً من فئة 60 ريالاً و349,182 طابعاً من فئة 90 ريالاً. كان إصدار ال 90 ريالاً مخصصاً للبريد الدولي فقط.
كانت أهم مجموعة من طوابع "عيون الثور" التي بيعت مؤخرًا هي مجموعة هوغو جوجيل في عام 2013.

## روابط خارجية
- The Brazil "Bullseyes" of 1843
- Die Ochsenaugen (German)
- The first Brazilian stamps (Portuguese (archived))
- Brazil’s Bull’s Eyes by L. N. Williams
- Catalogue for the Meyer sale 2007. Also archived here.
- The Islander Collection of Bull's Eyes Robert A. Siegel Auction 957 - June 5, 2008